# Lukas Werro
Pour les articles homonymes, voir Werro.
Lukas Werro, né le 30 juin 1991, est un kayakiste suisse de slalom.

## Carrière
Il remporte avec Martin Dougoud et Dimitri Marx la médaille de bronze en kayak par équipes aux Championnats d'Europe de slalom 2020 à Prague.